# Amalomastax nigromarginata
Amalomastax nigromarginata är en insektsart som beskrevs av Marius Descamps och Wintrebert 1965. Amalomastax nigromarginata ingår i släktet Amalomastax och familjen Euschmidtiidae. Inga underarter finns listade i Catalogue of Life.